# Kirunda Kivejinja
Kirunda Kivejinja (* 12. Juni 1935; † 19. Dezember 2020 in Kampala) war ein ugandischer Politiker.

## Leben
Kirunda Kivejinja absolvierte nach dem Schulbesuch ein grundständiges Studium am Madras Christian College in Tambaram und im Anschluss ein postgraduales Studium der Zoologie an der University of Delhi, das er mit einem Bachelor of Science (B.S, Zoology) abschloss.
1986 wurde Kivejinja zunächst Minister für Rehabilitation (Minister of Rehabilitation) in der Regierung von Premierminister Samson Kisekka sowie nach einer Regierungsumbildung 1987 Minister für Transport und Kommunikation (Minister of Transport and Communication), ehe er nach einer neuerlichen Kabinettsumbildung zwischen 1988 und 1989 Informationsminister (Minister of Information) war. In der Regierung von Premierminister George Cosmas Adyebo fungierte er zwischen 1991 und 1994 als Staatsminister im Außenministerium (Minister of State for Foreign Affairs) sowie in der darauf folgenden Regierung von Premierminister Kintu Musoke von 1994 bis 1995 zunächst als Minister für öffentliche Arbeiten, Transport und Kommunikation (Minister of Works, Transport and Communication) und danach zwischen 1996 und 1997 als Minister ohne Geschäftsbereich (Minister without Portfolio). 1998 war er Direktor für Auswärtige Angelegenheiten. Während der Amtszeit von Premierminister Apolo Nsibambi war er zwischen 2003 und 2004 Minister im Amt von Staatspräsident Yoweri Museveni (Minister in Charge of the Presidency) und danach stellvertretender Nationaler Politischer Kommissar sowie erneut Direktor für Auswärtige Angelegenheiten. Danach fungierte er zwischen 2006 und 2008 Dritter Stellvertretender Premierminister und Minister für Information und nationale Leitung (3rd Deputy Prime Minister & Minister of Information and National Guidance) sowie von 2008 bis 2011 als Dritter Stellvertretender Premierminister und Innenminister (3rd Deputy Prime Minister & Minister of Internal Affairs). 
Kirunda Kivejinja, der ab 2013 auch Leitender Berater von Präsident Museveni in Veteranenangelegenheiten war, bekleidete ab 2016 im Kabinett von Premierminister Ruhakana Rugunda die Ämter als Zweiter Stellvertretender Premierminister und Minister für Angelegenheiten Ostafrikas (2nd Deputy Prime Minister & Minister of East African Affairs). Die Islamic University in Uganda (IUIU) verlieh ihm einen Ehrendoktor der Rechtswissenschaften.
Er starb im Dezember 2020 an den Folgen von COVID-19.

## Weblink
- Biografie auf der Homepage des Parlaments von Uganda